# Битва при Аль-Букайе
В Битве при Аль-Букайе в 1163 году крестоносцы и их союзники нанесли одно из немногочисленных поражений Нур ад-Дину Занги, эмиру Алеппо и Дамаска. Король Амори I привел армию Иерусалимского королевства вместе с контингентами из северных государств крестоносцев, значительное количество паломников, которые только что прибыли из Франции, и войско, приведенное византийским губернатором Киликии. Для христиан эта победа дала только краткую отсрочку на фоне устойчивого мусульманского наступления.

## Контекст
Нур ад-Дин оказался одним из самых опасных врагов, с которыми франкское королевство когда-либо сталкивалось. Начав свою деятельность как эмир Алеппо, он постоянно увеличивал подчинённую ему территорию за счет своих мусульманских и христианских соседей, пока не занял Дамаск в 1154 году. Он наголову разбил крестоносцев в битве у озера Хула в 1157 году, но тяжело заболел сразу же после этого. Эта случайность позволила франкам оправиться после разгрома и, с помощью Тьерри Эльзасского и армии паломников, захватить крепость Харим позднее в том же году. Тем не менее атака на Шайзар потерпела неудачу, когда Рено де Шатильон, князь Антиохии, поссорился с другими франками. Как и ожидалось, Шайзар вскоре стал собственностью Нур ад-Дина. В 1158 году Тьерри и король Балдуин III дали бой Нур ад-Дину в Бутайхе, к северо-востоку от Тверии. В 1160 году Рено попал в плен к Нур ад-Дину, где оставался следующие 16 лет. В декабре 1161 года византийский император Мануил I Комнин женился на Марии Антиохийской и это событие дало Антиохии сильного защитника в лице императора.
Обоим — и Амори I, и Нур ад-Дину — вскоре стало известно о слабости Фатимидов Египта, правительство которого находилось в состоянии упадка. После убийства халифа аль-Зафира и серии дворцовых переворотов, Шавар захватил власть в 1162 году, но вскоре был свергнут и обратился к Нур ад-Дину за помощью. Ни латинский король, ни мусульманский эмир не могли позволить другим захватить богатства Египта. Соответственно, Нур ад-Дин послал своего воеводу Ширкуха с армией в поддержку египетского визиря.

## Битва
Хотя Ширкух воевал в Египте, Нур ад-Дин перешёл в наступление в Ливане. В соответствии с традиционной политикой латинян король Амори I взял армию, чтобы поддержать его северных вассалов, Боэмунда III Антиохийского и Раймунда III Триполийского. Как раз в это время большая группа французских паломников во главе с Гуго VIII Лузиньяном и Жофреем Мартеллом, братом Гильома VI Ангулемского присоединились к иерусалимскому королю. Кроме того, Константин Коломан, губернатор Киликии, привёл своих греческих воинов, чтобы помочь крестоносцам. Нур ад-Дин не мог состязаться с таким грозным сочетанием врагов, и его армия потерпела поражение. И мусульмане, и франки были впечатлены боевыми качествами византийских солдат. Отрицательном результатом победы было желание Нур ад-Дина отомстить и взять реванш.

## Последствия
Полагая, что его северный фронт в безопасности, Амори I взял свою армию в Египет. Он оказался втянут в трёхсторонний конфликт между его франками, Ширкухом и Шаваром, причём последний пытался сохранить независимость Египта. Амори I вытеснил Ширкуха из Египта в 1164 году, но вскоре вынужден был уйти из Египта, так как на севере назревала угроза. Новая важная битва состоялась у Харима.